# Burgus Hatvan-Gombospuszta

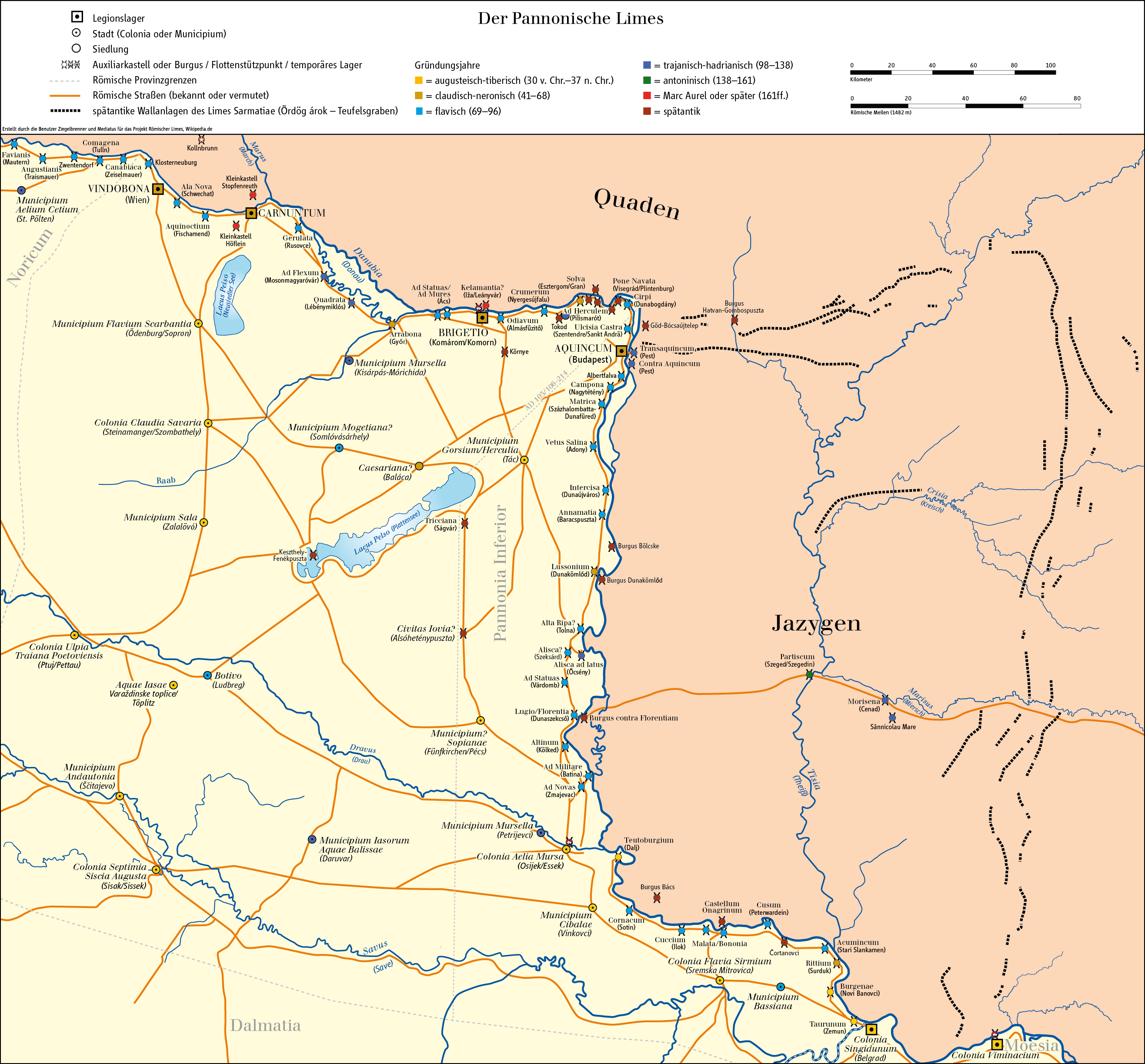
Pannonien mit dem Limes Sarmatiae und der Lage des Burgus Hatvan-Gombospuszta

Die stark beschädigten Strukturen des valentinianischen Burgus mit den Schnitten durch das vorgelagerte Grabenwerk. Spätkeltische und spätsarmatische Gruben sind ausgeblendet

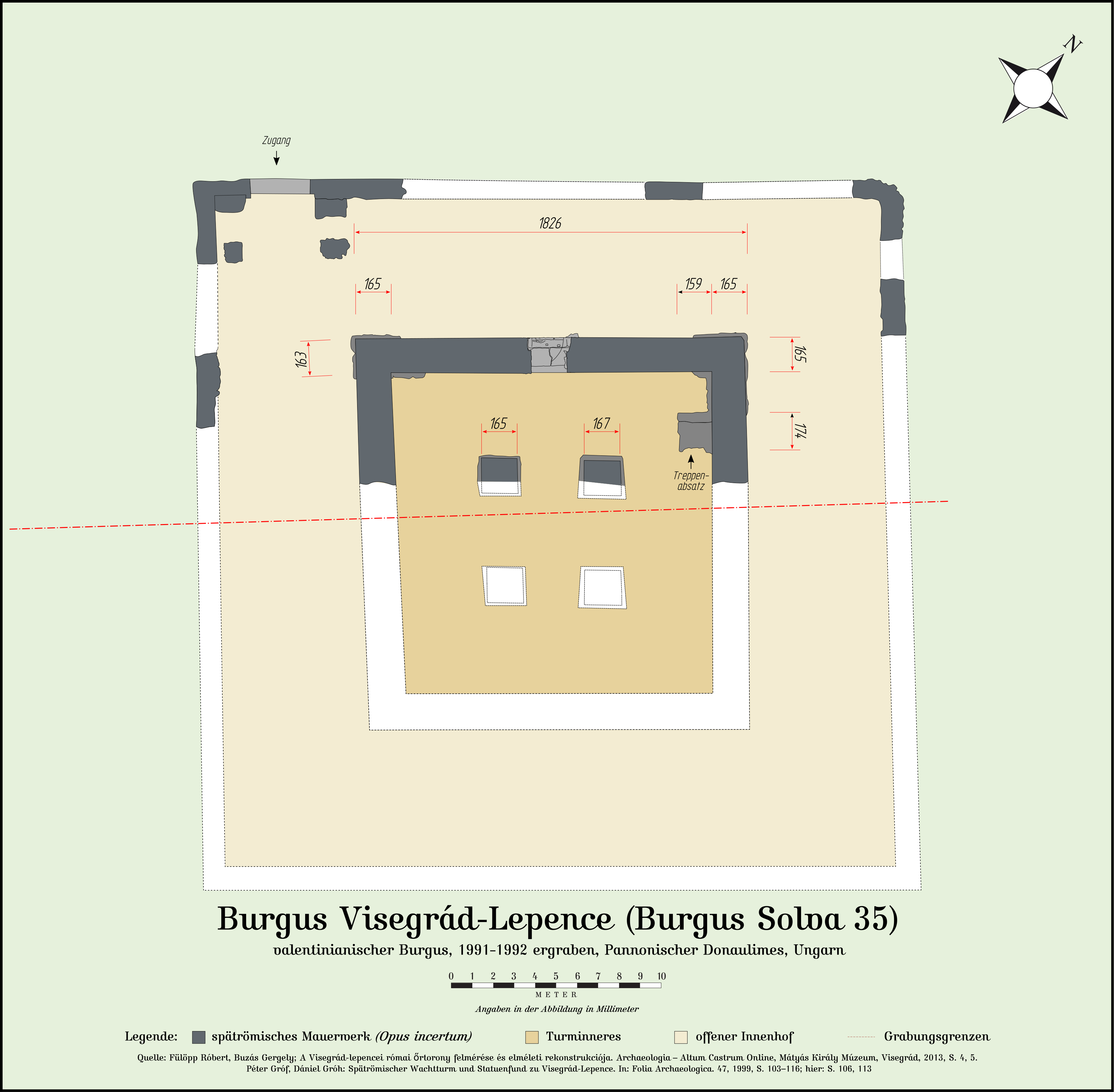
Im Vergleich dazu der im Kernwerk 18 × 18 Meter umfassende valentinianische Burgus Visegrád-Lepence, der nach Ausweis der Bauinschrift im Jahr 371 n. Chr. errichtet wurde.

Der Burgus Hatvan-Gombospuszta ist ein kleiner, möglicherweise nie fertiggestellter römischer Militärstandort, der als baulich erweiterter spätantiker Wohn- und Wachturm (Burgus) für die Kontrolle eines Abschnitts des Limes Sarmatiae und eines Flussübergangs zuständig gewesen wäre. Diese befestigte Grenzlinie sicherte einen großen Teil der heutigen Großen Ungarischen Tiefebene. Hier befanden sich seit dem 1. Jahrhundert n. Chr. die Wohngebiete der sarmatischen Jazygen. Die ergrabenen römischen Baureste befinden sich in der Flur Gombospuszta auf dem Gemeindegebiet der Stadt Hatvan im ungarischen Komitat Heves.

## Lage
Im Westen, zwischen dem pannonischen Donaulimes und Hatvan, liegt das kleinräumige Hügelland der Gödöllő-Berge (Gödöllői-dombság). Diese Landschaft zieht sich nach Norden und schließt an das nördlich von Hatvan gelegene Mátra-Gebirge, einem Ausläufer der Karpaten, an. Die Ausgrabungen zum römischen Burgus fanden nahe dem Strázsaberg statt. Dieser stark abgeflachte, längliche Hügel befindet sich nordöstlich der Altstadt von Hatvan und verläuft von Nordwesten nach Südosten. Der sanft nach Osten auslaufende Strázsa fällt im Nordwesten zum heute stark regulierten Flüsschen Zagyva ab. Die Zagyva verläuft hier von den Bergen im Norden kommend nach Süden in die Tiefebene und weiter zur Theiß. Funde aus der Frühbronzezeit, bekannt unter der Bezeichnung Hatvan-Kultur, haben den Berg als wichtige vorgeschichtliche Fundstelle bekannt gemacht. Der Burgus stand zwischen dem Ostufer des Flusses und dem Fuß des Strázsaberges. Hier querte wohl der in diesem Bereich bisher nicht nachgewiesene Limes die Zagyva, womit der Besatzung des Burgus auch die Überwachung dieses wichtigen Flussübergangs oblag.

## Forschungsgeschichte
Die landwirtschaftlich genutzte Flur Pusztagombos beziehungsweise Gombospuszta war seit der Auffindung von drei spätrömischen Ziegelstempeln im Jahr 1875 bekannt geworden. Diese wurden dem Ungarischen Nationalmuseum übereignet. Im Jahr 1941 berichtete der Archäologe János Szilágyi (1907–1988), dass von den bisher am linken Donauufer aufgefundenen Ziegelstempeln aus Regierungszeit Kaiser Valentinians I. (364–375) insbesondere jene aus dem Rahmen fielen, die aus der Flur Pusztagombos bei Hatvan stammten, da dieser Ort tief im Barbaricum liege. Bekannt war zu dieser Zeit die Stempelmarke AP LUPPIANO ORD sowie der Abdruck AP VALENTINI. Um der lange vermuteten spätantiken Militärstation auf den Grund zu gehen, wurde von dem Archäologen Sándor Soproni (1926–1995) im Jahr 1966 nach einer Feldbegehung auf der Verdachtsfläche eine Sondage vorgenommen. Bereits hierbei konnten Umfang und Alter des eigentlichen Burgus geklärt werden. Innerhalb von zwei Grabungskampagnen, 1967 und 1968, legten Soproni und seine Mannschaft (1967 mit Pál Patay; 1968 mit Pál Patay und Éva Garam) diesen Burgus und weitere dazugehörenden Anlagen frei.

## Baugeschichte
Spätestens seit dem 3. Jahrhundert n. Chr. errichtete die römische Armee um die zum Barbaricum gehörenden Wohngebiete der aufsässigen Jazygen Grenzsperren. Über deren Ursachen und Zweck wird bis heute in der Fachwelt diskutiert. Ein massiver Ausbau des aus Erdwällen bestehenden Limes Sarmatiae fand während der Regierungszeit des in Pannonien geborenen Kaisers Valentinian I. statt. Die ältere sarmatische Limeslinie wurde dazu etwas weiter nach Norden auf das Territorium des dort lebenden germanischen Volkes der Quaden verschoben. Mit dieser Geländeannexion begingen die Römer einen klaren Vertragsbruch gegenüber den – darüber äußerst erbosten – Quaden. Mit dem daraufhin erfolgten Baubeginn des mächtigen Kastells Göd-Bócsaújtelep, das rund drei Kilometer östlich des Donaulimes den nördlichen Ausgangspunkt des Limes Sarmatiae sichern sollte sowie mit den kurz zuvor angelegten Ländeburgi beiderseits der Donau machte sich der römische Kaiser aber auch viele Jazygen zum Feind. Mit dem gleichzeitig erfolgende Ausbau des sarmatischen Limes mit neuen hohen Wällen und Militärstationen brachte er schließlich alle beide Völker gegen sich auf, da sie eine dauerhafte Bedrohung ihrer Grenzen durch Rom befürchten. In diesem politisch heiklen Umfeld wurde der Burgus Hatvan-Gombospuszta an der äußeren, neuen Linie des Erdwallsystems errichtet. Er befand sich in einer Entfernung von rund zwei Tagesmärschen (40 römische Meilen) östlich der Donau und des geplanten Großkastells Göd-Bócsaújtelep.
Trotz der vielen räuberischen Übergriffe sarmatischer Panzerreiter auf römisches Reichsgebiet, schätzten die römischen Offiziere ihren hohen Kampfwert und sie versuchten sich die Reiterkrieger dienstbar zu machen. Wie beispielsweise Grabbeigaben von den sarmatischen Bestattungsplätzen Kismari-fenék bei Mezőszemere und Pamlényi-tábla bei Szihalom bezeugen, wurden Sarmaten, die sich in den Dienst der Römer stellten, von ihnen ausgerüstet. Neben den Sarmaten, die unter römischen Kommando den Limes Sarmatiae bewachten, plante Valentinian I. auch aus dem Reich stammende römische Verbände unmittelbar entlang dieser Limeslinie einzusetzen. Aus diesem Grund wurde sowohl das Großkastell von Göd-Bócsaújtelep als auch die Anlage von Hatvan-Gombospuszt errichtet.

### Burgus
Der bei der Auffindung 1966 bereits „stark zerstörte“ Burgus wurde nach einem gut bekannten Bauschema pannonischer Grenzburgi errichtet, auch wenn er wesentlich kleiner konzipiert war. Die Fläche des 1968 vollständig freigelegten Wohn- und Wachturms umfasste 9,40 × 10,02 Meter. Von seinem Mauerwerk hatten sich laut Soproni nur noch Fundamentreste erhalten, die mit einer Breite von 0,65 Metern eingemessen wurden. Der Turm stand inmitten eines 14,87 × 15,70 Meter umfassenden Hofs, der von einer 0,67 bis 0,70 Meter starken Umfassungsmauer gesichert wurde. Zwischen dieser Mauer und dem Turm ergab sich so eine zwei bis 2,20 Meter große Freifläche. Ungewöhnlicherweise waren die aus Bruchsteinen bestehenden Fundamente sowohl des Turms als auch der Umfassungsmauer ohne jegliches Bindemittel zusammengefügt worden. Außer Ziegelstempeln fanden sich auch einige spätrömische Keramikscherben. Neben der Anlage wurden zudem spätkeltische und spätsarmatische Gruben beobachtet. Sie enthielten typische La-Téne-Keramik und Scherben der Sarmatenzeit.

### Nebengebäude
Ein weiterer römerzeitlicher Bau mit Bruchsteinfundamentierung wurde in einer nordnordwestlichen Entfernung von 58 Metern zum Burgus angeschnitten. Das 22,30 × 9 Meter umfassende Haus besaß zwei unterschiedlich große Räume und war weitgehend dem Steinraub zum Opfer gefallen. Der größere, rechteckige Raum umfasste 16 × 7,50 Meter, der kleinere Raum war an die nordwestliche Schmalseite des Bauwerks angesetzt worden. Er besaß eine rechtwinklig-trapezoide Form und war 3,80 Meter breit. Seine Längsseite war 7,55 beziehungsweise sechs Meter lang. Soweit es sich noch feststellen ließ, betrug die Mauerstärke des Hauses 0,70 Meter. Die Ausgräber konnten trotz des schlechten Erhaltungszustands des Gebäudes eine Brandschicht auf dessen Boden feststellen, in der sich Brandlehm und Bauschutt fanden.

### Umfassungsgraben
Soproni ließ einige Suchschnitte anlegen, um den Wehrgraben des Burgus zu fixieren. Der konnte jedoch erst rund 23 Meter südöstlich der Umfassungsmauer des Wachturms angetroffen werden. Die erhaltene Tiefe dieses Grabens betrug noch 1,10 Meter, seine Breite wurde mit rund 2,50 Metern eingemessen. Aufgrund der bei der Ausgrabung angetroffenen Geländeverhältnisse ging der Ausgräber davon aus, daß die römerzeitliche Geländeoberkante längst der Erosion zum Opfer gefallen war und somit von einem ursprünglich wohl tieferen und breiteren Graben ausgegangen werden muss. Es schien, als ob der gesamte Gebäudekomplex mit Burgus und Nebengebäude von diesem Graben umgeben war.

### Ende und Deutungsproblematik
Der Archäologe Zsolt Mráv nahm an, dass sowohl die von ihm ergrabene Baustelle des Kastells Göd-Bócsaújtelep als auch die kleine Anlage in der Flur Gombospuszta das gleiche Schicksal ereilt hat. Beide Anlagen können anhand der Ziegelstempel (siehe weiter unten) der Amtszeit des Dux Frigeridus zugeschrieben werden, dem die spätantike pannonische Provinz Valeria ripensis unterstand. Höchstwahrscheinlich löste Frigeridus seinen Vorgänger Terentius im Jahr 371 als Dux in der Provinz Valeria ab und blieb dort bis zu seiner intrigierten Amtsenthebung 373/374. Die große Empörung, die Rom mit seinen Vertragsbrüchen bei den Quaden ausgelöst hatte, schlug unter dem Nachfolger des Frigeridus in blanken Hass um, als der zu angeblich neuen Verhandlungen nach Aquincum (Budapest) eingeladene Quadenkönig von den Römern heimtückisch ermordet wurde. Die Quaden verbündeten sich daraufhin mit ihren Nachbarvölkern, allen voran die Jazygen, überquerten mit ihnen zur Erntezeit die Donau und brachten Tod und Verwüstung unter die davon völlig überraschten Bewohner Pannoniens. Valentinian marschierte im Juni 374 mit einer schlagkräftigen Armee in Pannonien ein. Es gelang ihm noch im gleichen Jahr die Invasoren wieder zu vertreiben und sie neuerlich zum Abschluss eines Friedensvertrages zu zwingen. Während einer Audienz für die Abgesandten der Jazygen und Quaden erlag er in Brigetio am 17. November 375 vermutlich einem Schlaganfall. An eine Fortsetzung der Baumaßnahmen am Limes Sarmatiae war in der Folge nicht mehr zu denken, zumal schon bald, im Zuge der Niederlage der Roms während der Schlacht von Adrianopel (378) das sarmatische Limesprojekt endgültig aufgegeben werden musste.
Nach Mráv kann nicht entschieden werden, ob in den mörtellos gesetzten, bei der Auffindung bereits stark erodierten Grundrissen des Burgus die untersten Fundamentlagen des Turms zu sehen sind oder ob diese Steine lediglich als erste Markierungen für ein noch zu errichtendes Bauwerk ausgelegt worden waren. So hatte es Mráv für das Kastell Göd-Bócsaújtelep bereits nachweisen können. Mit Blick auf die dramatischen historischen Ereignisse kann in Betracht gezogen werden, dass in den Bauresten von Hatvan-Gombospuszta ein unvollendetes Bauwerk zu sehen ist. Diese These wird nach Mráv durch das weitgehende Fehlen von Keramik unterstützt. Die Mörtelbruchstücke, die in den Feldern rund um die Fundstelle beobachtet wurden, könnten zur Errichtung des Turms gedacht gewesen sein. Wie die archäologischen Forschungen zeigen, wurden die Arbeiten an den sarmatischen Grenzbefestigungen an mehreren Stellen abgebrochen. Dies kann ebenfalls als Indiz für ein vorzeitiges Ende der Bauarbeiten am Burgus gewertet werden. Nicht außer Acht gelassen werden darf bei allen Überlegungen, dass die geringen Mauerstärken von Turm und Umfassungsmauer für valentinianische Militärbauten mehr als unüblich sind. Entlang des Donaulimes waren diese immer stärker als einen Meter. Aufgrund dieser Feststellung wurde auch eine nichtmilitärische Nutzung von Hatvan-Gombospuszta diskutiert. Das durch die Ziegelstempel eindeutig bestimmbare militärische Fundgut lässt dazu jedoch so gut wie keine Alternativen zu. Das Zeitfenster, in dem mit Turmbau begonnen wurde und das sich mit dem Krieg gegen die Quaden und Jazygen schloss, reicht von 371 bis 373 n. Chr.

## Funde
Die wesentlichen für eine Datierungen und Einordnung des Burgus wichtigen Funde umfassen den Bestand der als Lesefunde und bei der Grabung entdeckten Ziegelstempel. Dazu zählen die Abdrücke AP LVPPIANO ORD, AP IOVINI, AP VALENTINI, FIG SAB sowie späte Exemplare der Legio II Adiutrix (2. Legion Adiutrix), die damals auf mehrere Standorte entlang des Donaulimes verteilt Dienst tat. Als Limitanei (Grenzheer) unterstand die Legion zum damaligen Zeitpunkt dem Dux der Provinz Valeria ripensis. Die anderen Ziegelstempel ranghoher Offiziere lassen sich durch ihre typische Vergesellschaftung und aufgrund von Parallelen zu anderen Fundplätzen in ein enges historisches Zeitfenster legen. Ein ebenfalls aufgefundenes Stempelfragment mit dem Namen des Frigeridus dux ist dabei von besonderer Bedeutung. Der Stempel AP LVPPIANO ORD gehörte zu dem Zenturio Luppianus, der sich einwandfrei der Zeit Valentinians I. zuordnen lässt. Szilágyi deutete die Abkürzungen auf diesem Stempel als AP( parente) LVPPIANO ORD(inario centurione). Der Zenturio Iovinus (IOVINI) sowie der Tribun Valentinus (VALENTINI) waren zeitgleich mit dem Dux Frigeridus in der Provinz Valeria ripensis aktiv. Der Stempel Figlina Sabiniana (FIG SAB) stammt aus einer zunächst privat betriebene Ziegelei, die im 4. Jahrhundert n. Chr. von der in Lauriacum stationierten Legio II Italica übernommen wurde und am Legionslager Albing lag.
Im Zuge der 1966 durchgeführten Feldbegehung fand Soproni rund zwei Kilometer nördlich des Burgus, am linken Ufer der Zagyva, die Reste eines abgegangenen mittelalterlichen Dorfes. Die hier ebenfalls an der Oberfläche entdeckten römischen Dachziegel veranlassten den Archäologen davon auszugehen, dass die spätrömische Turmstelle im Mittelalter für den Hausbau ausgebeutet wurde.

## Fundverbleib
Die Funde aus den Grabungen wurden im Ungarischen Nationalmuseum inventarisiert.

## Frühe Rezeption
Insbesondere in Deutschland blieb die Fachwelt im späten 20. Jahrhundert zeitweilig sehr zurückhaltend, wenn es um römische Befunde außerhalb der scheinbar fest abgestreckten Grenzen des Imperiums ging. In diesem Zusammenhang fanden die bereits seit den 1960er Jahren bekannten Wachturmbefunde, welche den Odenwaldlimes über das Kleinkastell Kochendorf hinaus östlich des Neckars verlängerten, auffallend wenig Beachtung in der Fachliteratur. Auch die ungarischen Forschungen zum sarmatischen Limes, die Soproni 1969 erstmals umfassend beschrieb und bewertete, haben in der Vergangenheit in Deutschland ein sehr geteiltes Echo gefunden. In den historischen Atlanten fehlten die tief gestaffelten mächtigem Grenzwälle, welche die Großen Tiefebene umfassen, gänzlich. Die sehr weit gehende Überlegungen Sopronis zum System des Limes Sarmatiae wurden dabei in der Kritik manchmal gänzlich ein „kühnes Konstrukt“ des Archäologen. Die Historikerin Ursula-Barbara Dittrich schrieb 1986 in Bezug auf die grenzfernen römischen Außenposten: „Außerdem waren alle diese Stationen für Kastelle viel zu klein; sie hatten auch nur die bei römischen Villen übliche Umzäunungs-, aber keine starke Wehrumfassungsmauer. – Die Mauerstärke bei der Station Hatvan-Gombospuszta betrug lediglich 0,67–0,70 m. – Auch andere fortifikatorische Abwehrvorrichtungen wie Wall vorgelagerter Gräben und Steintürme fehlten den Stationen. Dagegen besaßen sie zahlreiche Einrichtungen, die dem Komfort dienten, wie Wasserleitung, Hypokaustheizung und Badeanlage. Besonders auffällig ist, daß sie durchweg – nur für Hatvan ist dies nicht bekannt – unmittelbar neben oder sogar innerhalb einer gleichzeitig bestehenden germanischen Siedlung und zumindest z. T. an Handelsstraßen lagen.“ Dittrich sah in Hatvan-Gombospuszta eher einen Handelsstation. Über die von dieser Fundstelle schon seit dem 19. Jahrhundert bekannten militärischen Ziegelstempel wurde in diesem Zusammenhang kein Wort verloren. Die Historikerin Angela Pabst konnte 1989 Soproni dahingegen folgen, dass sie in Hatvan-Gombospuszta ebenfalls einen valentinianischen Burgus mit rund 80 Mann Besatzung sah, der vom Funktionieren der Nachschublinien und vom Einvernehmen mit den Anwohnern abhängig war. Mit diesem weit vorgeschobenen Kontrollposten hätte Rom punktuelle Militärpräsenz zeigen können, die im Zusammenspiel mit dem Klientelstaatensystem Teil der Vorlandsicherung war. Auf die Archäologin Rosemarie Krämer machte das Wallsystem 1984 keinen römischen Eindruck. Sie sah darin eher die Arbeit einer nichtrömischen Bevölkerung. In Hinblick darauf könnten ihrer Meinung nach die Anlagen, die unter anderem mit den Befunden aus der römischen Militäranlage von Hatvan-Gomospuzsta datierbar wären, eine der großartigsten Dammanlagen der römischen Zeit und der römischen Initiative gewesen sein.

## Denkmalschutz
Die Denkmäler Ungarns sind nach dem Gesetz Nr. LXIV aus dem Jahr 2001 durch den Eintrag in das Denkmalregister unter Schutz gestellt. Die Militärstation Hatvan-Gombospuszta gehört als archäologische Fundstätte nach § 3.1 zum national wertvollen Kulturgut. Alle Funde sind nach § 2.1 Staatseigentum, egal an welcher Stelle der Fundort liegt. Verstöße gegen die Ausfuhrregelungen gelten als Straftat bzw. Verbrechen und werden mit Freiheitsentzug von bis zu drei Jahren bestraft.